# Diagonal Mar i el Front Marítim del Poblenou

Suddivisioni del quartiere

Diagonal Mar i Front Marítim del Poblenou è un quartiere del distretto di Sant Martí della città di Barcellona. Il quartiere deve il suo nome alla sua posizione geografica, in quanto si estende dall'inizio dell'Avenida Diagonal fino al mare.
È uno dei quartieri più moderni della capitale catalana e venne progettato e realizzato grazie al piano urbanistico realizzato in occasione del Forum Universale delle Culture tenutosi a Barcellona nel 2004.